# Missouri City (Missouri)
Missouri City – miasto w Stanach Zjednoczonych, w stanie Missouri, w hrabstwie Clay.